# Volzia rovignensis
Volzia rovignensis är en svampdjursart som först beskrevs av Wilhelm Volz 1939.  Volzia rovignensis ingår i släktet Volzia och familjen borrsvampar. Inga underarter finns listade i Catalogue of Life.